# Filip Bilbija
Filip Bilbija (Alemania, 24 de abril de 2000) es un futbolista alemán. Juega de centrocampista y su equipo es el SC Paderborn 07 de la 2. Bundesliga de Alemania.

## Trayectoria
Filip Bilbija hizo su debut oficial el 22 de julio de 2019 con el Ingolstadt 04 de la 3. Liga ante el Carl Zeiss Jena, en un partido que acabó en victoria por 2 goles a 1 para el equipo bávaro. 
El 3 de junio de 2022, Bilbija hizo oficial su traspaso al Hamburgo S. V. donde firmó un contrato que le uniría hasta mediados de 2026. 
El 7 de julio de 2023, fue traspasado al SC Paderborn 07.

## Clubes
| Club            | País     | Año       |
| --------------- | -------- | --------- |
| Ingolstadt 04   | Alemania | 2019-2022 |
| Hamburgo S. V.  | Alemania | 2022-2023 |
| SC Paderborn 07 | Alemania | 2023-     |